# Марта Кісель
Марта Кісель (повне ім'я Марта Кісель-Малецька, пол. Marta Kisiel-Małecka, 18 жовтня 1982) — польська письменниця-фантастка та перекладач.

## Біографія
Марта Кісель народилась у Вроцлаві. За освітою вона є полоністкою. Її літературний дебют відбувся у 2006 році в інтернет-журналі «Fahrenheit» оповіданням «Дискваліфікаційна розмова» (пол. Rozmowa dyskwalifikacyjna). У 2010 році вийшов друком її перший роман «Довічне ув'язнення» (пол. Dożywocie), надрукований у видавництві «Fabryka Słów». Цей роман написаний у жанрі фентезі, та розповідає про молодого письменника, який поселився у будинку, заселеному ангелами, привидами та іншими надприродними істотами. Наступний її роман «Номен Омен» (пол. Nomen omen), в якому оповідається про пригоди дівчини, яка втекла з дому, вийшов друком у 2014 році у видавництві «Uroboros». Роман «Нижча сила» (пол. Siła niższa), який вийшов друком у 2016 році, є продовженням роману «Довічне ув'язнення». У 2018 році вийшов роман письменниці «Глибина» (пол. Toń), в якому поєднується детективний і фентезійний сюжет. У 2019 році вийшов наступний роман письменниці «Мале лихо і таємниця Небожатка» (пол. Małe Licho i tajemnica Niebożątka), який також має фентезійний сюжет. Марта Кісель відома також як перекладач, зокрема Агати Крісті, Маргарет Міллар та Джима Томпсона. Є учасницею літературної групи «Harda Horda».

## Премії та нагороди
Марта Кісель тричі номінувалась на меморіальну премія імені Януша Зайделя, а в 2018 році уперше отримала премію імені Зайделя за 2017 рік за оповідання «Шалавила».

## Особисте життя
Марта Кісель-Малецька одружена та має дитину.

### Романи
- Довічне ув'язнення (пол. Dożywocie, 2010)
- Номен Омен (пол. Nomen Omen, 2014)
- Нижча сила (пол. Siła niższa, 2016)
- Глибина пол. Toń 2018
- Мале лихо і таємниця Небожатка (пол. Małe Licho i tajemnica Niebożątka, 2018)

### Оповідання
- Дискваліфікаційна розмова (пол. Rozmowa dyskwalifikacyjna, 2006)
- Довічне ув'язнення (пол. Dożywocie, 2007)
- Хвилювання Станіслава Козіка (пол. Przeżycie Stanisława Kozika, 2009)
- Марення (пол. Nawiedziny, 2009)
- У замку тієї ночі… (пол. W zamku tej nocy..., 2012)
- Шалавила (пол. Szaławiła, 2017)
- Катабазис (пол. Katabasis, 2018)
- Жадеїт (пол. Jadeit, 2018)
- Місто метеликів та імли (пол. Miasto motyli i mgły, 2018)
- Цілий світ Давида (пол. Cały świat Dawida, 2018)
- Перше слово (пол. Pierwsze słowo, 2018)